# Campionati del mondo di atletica leggera indoor 2022 - 800 metri piani femminili
La gara degli 800 metri piani femminili dei campionati del mondo di atletica leggera indoor 2022 si è svolta il 19 e il 20 marzo.

## Podio
| Pos.    | Atleta          | Nazionalità | Tempo   |
| ------- | --------------- | ----------- | ------- |
| Oro     | Ajee Wilson     | Stati Uniti | 1'59"09 |
| Argento | Freweyni Hailu  | Etiopia     | 2'00"54 |
| Bronzo  | Halimah Nakaayi | Uganda      | 2'00"66 |

## Situazione pre-gara

### Record
Prima di questa competizione, il record del mondo indoor e il record dei campionati erano i seguenti.
| Record                | Prestazione | Atleta                      | Data e luogo                    | Competizione                     |
| --------------------- | ----------- | --------------------------- | ------------------------------- | -------------------------------- |
| Record mondiale       | 1'55"82     | Jolanda Čeplak Slovenia     | 3 marzo 2002 Vienna, Austria    |                                  |
| Record dei campionati | 1'56"90     | Ludmila Formanová Rep. Ceca | 7 marzo 1999 Maebashi, Giappone | Campionati del mondo indoor 1999 |

### Campionesse in carica
Le campionesse in carica a livello mondiale erano:
| Campione        | Atleta                     | Prestazione | Data e luogo                         | Competizione                     |
| --------------- | -------------------------- | ----------- | ------------------------------------ | -------------------------------- |
| Olimpico        | Athing Mu Stati Uniti      | 1'55"21     | 3 agosto 2021 Tokyo, Giappone        | Giochi della XXXII Olimpiade     |
| Mondiale indoor | Francine Niyonsaba Burundi | 1'58"31     | 4 marzo 2018 Birmingham, Regno Unito | Campionati del mondo indoor 2018 |

### La stagione
Prima di questa gara, le atlete con le migliori tre prestazioni dell'anno erano:
| Pos. | Atleta                         | Prestazione | Data e luogo                             |
| ---- | ------------------------------ | ----------- | ---------------------------------------- |
| 1    | Keely Hodgkinson Gran Bretagna | 1'57"20     | 19 febbraio 2022 Birmingham, Regno Unito |
| 2    | Natoya Goule Giamaica          | 1'58"46     | 17 febbraio 2022 Liévin, Francia         |
| 3    | Halimah Nakaayi Uganda         | 1'58"58     | 17 febbraio 2022 Liévin, Francia         |

## Risultati

### Batterie di qualificazione
Le batterie di qualificazione si sono tenute il 19 marzo a partire dalle ore 11:44.
Passano alla finale le prime due atlete di ogni batteria (Q) e le successive due atlete più veloci (q).

#### Batteria 1
| Pos | Atleta          | Nazionalità   | Tempo          | Note         |
| --- | --------------- | ------------- | -------------- | ------------ |
| 1   | Natoya Goule    | Giamaica      | 2'01"65        | Q            |
| 2   | Freweyni Hailu  | Etiopia       | 2'01"70        | Q TR17.4.3-4 |
| 3   | Jenny Selman    | Gran Bretagna | 2'02"00        |              |
| 4   | Madeleine Kelly | Canada        | 2'02"06        |              |
| 5   | Elena Bellò     | Italia        | 2'02"35 (.342) |              |
| 6   | Olivia Baker    | Stati Uniti   | 2'02"35 (.350) |              |

#### Batteria 2
| Pos | Atleta                  | Nazionalità   | Tempo          | Note |
| --- | ----------------------- | ------------- | -------------- | ---- |
| 1   | Ajee Wilson             | Stati Uniti   | 2'03"42        | Q    |
| 2   | Lorena Martín           | Spagna        | 2'03"85 (.845) | Q    |
| 3   | Tigist Girma            | Etiopia       | 2'03"85 (.847) |      |
| 4   | Hedda Hynne             | Norvegia      | 2'04"17        |      |
| 5   | Síofra Cléirigh Büttner | Irlanda       | 2'06"99        |      |
| -   | Keely Hodgkinson        | Gran Bretagna | dns            |      |

#### Batteria 3
| Pos | Atleta              | Nazionalità | Tempo   | Note |
| --- | ------------------- | ----------- | ------- | ---- |
| 1   | Habitam Alemu       | Etiopia     | 2'01"12 | Q    |
| 2   | Catriona Bisset     | Australia   | 2'01"42 | Q    |
| 3   | Halimah Nakaayi     | Uganda      | 2'01"47 | q    |
| 4   | Lindsey Butterworth | Canada      | 2'01"99 | q    |
| 5   | Angelika Cichocka   | Polonia     | 2'02"01 |      |
| 6   | Naomi Korir         | Kenya       | 2'03"94 |      |

### Finale
La finale si è tenuta il 20 marzo alle ore 18:07.
| Pos | Atleta              | Nazionalità | Tempo   | Note                                     |
| --- | ------------------- | ----------- | ------- | ---------------------------------------- |
|     | Ajee Wilson         | Stati Uniti | 1'59"09 | Miglior prestazione personale stagionale |
|     | Freweyni Hailu      | Etiopia     | 2'00"54 | Miglior prestazione personale stagionale |
|     | Halimah Nakaayi     | Uganda      | 2'00"66 |                                          |
| 4   | Natoya Goule        | Giamaica    | 2'01"18 |                                          |
| 5   | Catriona Bisset     | Australia   | 2'01"24 |                                          |
| 6   | Lindsey Butterworth | Canada      | 2'03"21 |                                          |
| 7   | Habitam Alemu       | Etiopia     | 2'03"37 |                                          |
| 8   | Lorena Martín       | Spagna      | 2'03"93 |                                          |